# 천녀유혼 3: 도도도
천녀유혼 3: 도도도(중국어: 倩女幽魂 III : 道道道, 영어: A Chinese Ghost Story III)는 1991년 개봉한 홍콩 영화로 제작자는 서극이며, 감독은 정소동, 주연은 양조위, 왕조현, 장학우이다.

## 내용
이 영화는 전편인 천녀유혼 2 : 인간도의 속편이다. 이 영화가 다루고 있는 이야기는 천녀유혼 연속편 중 1편인 천녀유혼의 이야기 이 후 100년 후의 이야기를 다루고 있다.

## 줄거리
때는 연적하가 나무요괴를 쓰러트린지 100년 후이다. 젊은 중인 십방은 어려서 부모에게 버림을 받고 사부인 백운대사와 함께 금불상을 대국사로 가져가던 중이었다. 대국사로 향하던 십방과 백운대사는 곽북현에 다다르게 되고 난약사에서 하룻밤을 보내게 된다. 이 곳에서 십방은 젊은 여성 귀신인 소탁을 만난다. 소탁은 100년 전 연적하가 해치운 나무요괴가 부활하여 요괴의 영향력 아래에 놓인 귀신이다. 또 십방은 100년 전 흑산노요와 보도자항을 해치운 검객인 연적하와 이름이 같은 검객을 만나게 된다. 십방이 만난 연적하는 100년 전 요괴들을 해치운 연적하의 제자이다. 우연히 십방은 대국사로 옮기던 중인 금불상을 깨트리게된다. 이로 인하여 십방의 사부인 백운대사는 나무요괴와의 일전에서 패하고 나무요괴에게 사로 잡힌다. 십방은 무술을 전혀 할 줄 모르기에 무공이 높은 연적하에게 도움을 청하고 연적하의 도움으로 우여곡절 끝에 백운대사를 구하지만 백운대사는 눈이 멀은 상태였다. 또 십방은 소탁을 안타까워하여 나무요괴에게서 구하기로 하는데 이 또한 연적하의 도움으로 소탁의 유골 단지를 나무요괴에게서 뺏어온다.
소탁을 구한 십방과 연적하는 나무요괴를 무찌르고 건물 형태의 요괴인 흑산노요를 무찌른다. 이 후 십방과 연적하는 각자 길을 떠나는데 십방은 백운대사와 길을 떠나고 연적하는 홀로 길을 떠난다. 이 때 소탁의 유골 단지는 연적하가 몰래 가져 가는데, 유골은 이미 십방이 자신의 호리병으로 옮긴 뒤였다.

## 배역
- 십방　　 역 : 양조위
- 소탁　　 역 : 왕조현
- 연적하　 역 : 장학우
- 나무요괴 역 : 유조명
- 백운대사 역 : 유　순
- 소접　　 역 : 이　지
- 소란　　 역 : 유옥정

## 한국어 더빙 성우진
| - 홍시호 - 십방 역(양조위) - 이현선 - 소탁 역(왕조현) - 김영민 - 연적화 역(장학우) - 김수경 - 소접(이지) 역 - 김병관 - 마왕(남) 역 - 최옥희 - 마왕(여) 역 - 김관진 - 십방 사부 역 - 강구한 - 서문석 - 김승준 - 서광재 | - 구자형 - 십방 역(양조위) - 서혜정 - 소탁 역(왕조현) - 민응식 - 연적하 역(장학우) - 최흘 - 나수란 - 이종오 - 김수경 - 임성표 - 이대영 - 김관진 - 김영진 | - 구자형 - 십방 역(양조위) - 박소라 - 소탁 역(왕조현) - 최한 - 연적하 역(장학우) - 김태훈 - 백운도사(유순) 역 - 한상혁 - 마왕 역 - 박선영 - 나비 역 - 박영화 - 흑산요괴 역 - 장성호 - 김민성 - 이상훈 - 방성준 - 김두희 - 양준건 - 한경화 |

## 미디어

### 예고편
- 《천녀유혼 3 예고편》

## 같이 보기
- 천녀유혼
- 천녀유혼 2 : 인간도